# Màng căng

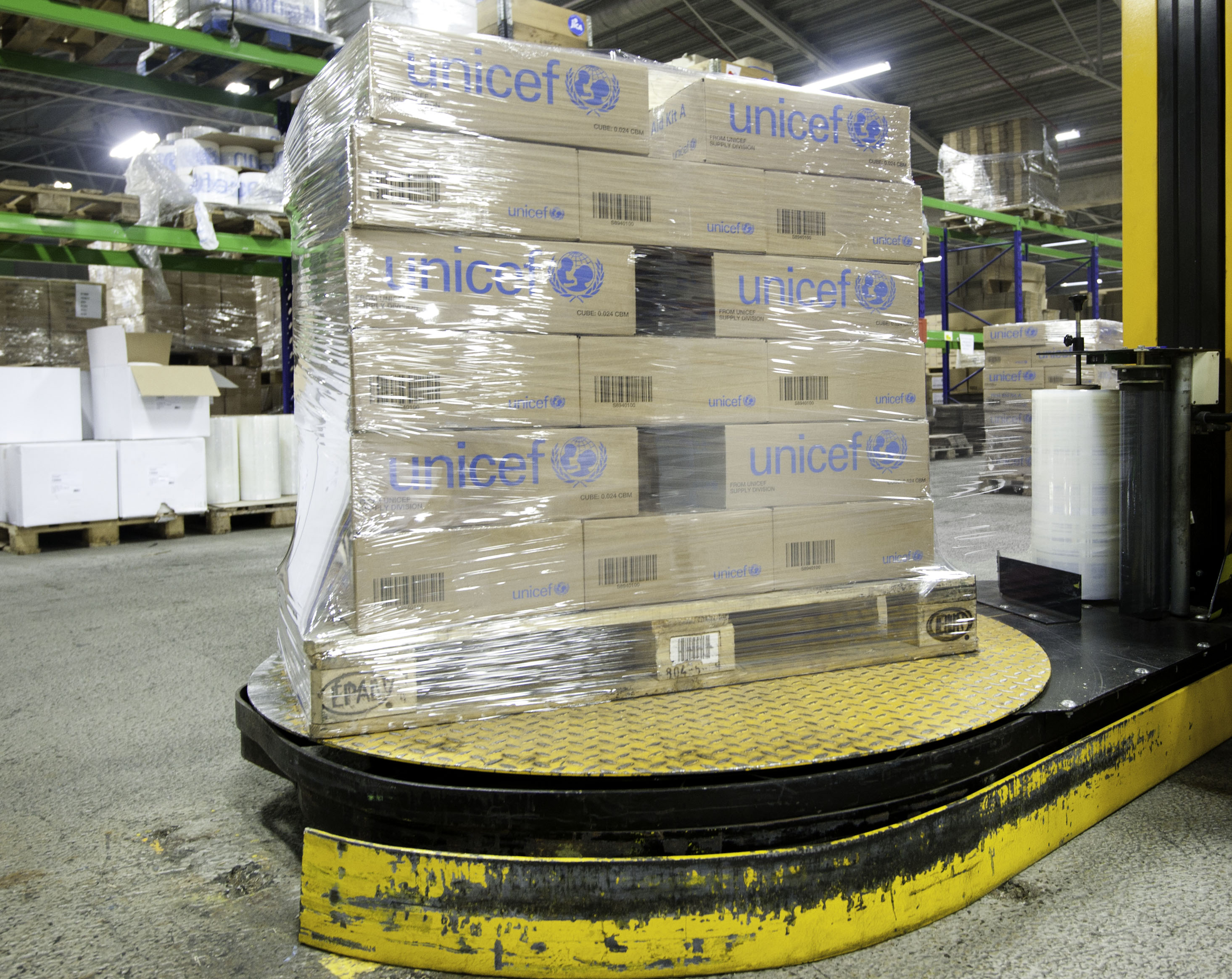
Pallet with corrugated fiberboard boxes being stretch wrapped

Màng căng hay còn có các tên gọi khác như màng chít, màng quấn pallet là màng được tạo ra từ hạt nhựa LLDPE (Low Density Polyethylene) là một dạng sản phẩm bao bì đóng gói thường được dùng để cố định hàng hóa, kiện pallet, đóng gói bảo vệ thực phẩm, đồ ăn. Lực đàn hồi của màng căng giữ cho các vật tiếp xúc với nó cố định. 
Ngược lại với màng căng là màng co, dùng để quấn lỏng quanh hàng hóa, và gặp nóng sẽ co lại.